# التلم الناصف الخلفي للحبل الشوكي
التلم الناصف الخلفي هو النهاية الخلفية للحاجز الوسطي الخلفي في الخلايا الدبقية في النخاع الشوكي. يتراوح عمق الحاجز بين 4 إلى 6 مم، لكنه يتناقص بشكل ملحوظ في الجزء السفلي من الحبل الشوكي.

## وصلات خارجية
- أطلس تشريح جامعة ميشيغان n3a2p3